# Kim Gunnar Svendsen
Kim Gunnar Svendsen, född den 24 december 1955 i Roskilde, är en dansk tidigare bancyklist. Som amatör deltog han i det danska laget i lagförföljelselopp vid Olympiska spelen 1976 i Montréal, vilket kom på trettonde plats i kvalet och därmed inte gick vidare till kvartsfinal. Svendsen blev därefter professionell 1977 och som sådan dansk mästare i individuellt förföljelselopp 1978 och samma år även bronsmedaljör vid Europamästerskapen i madison i par med René Savary.

## Meriter
| 1978/1979 3:a vid Europamästerskapen i madison med René Savary 1978 Dansk mästare i individuellt förföljelselopp 1980 2:a i omnium | 1978/1979 3:a i Köpenhamns sexdagars (jan.) med Patrick Sercu 3:a i Montreals sexdagars (mar.) med Gert Frank 1979/1980 2:a i Köpenhamns sexdagars (jan.) med Danny Clark 3:a i Hernings sexdagars (dec.) med Wilfried Peffgen 1980/1981 2:a i Londons sexdagars (sep.) med Gert Frank 1981/1982 3:a i Hernings sexdagars (dec.) med Wilfried Peffgen |